# Badmintonmeisterschaft von Hongkong 2018
Die Badmintonmeisterschaft von Hongkong des Jahres 2018 trug den vollständigen Namen Bank of China (Hong Kong) Hong Kong Annual Badminton Championships 2018 (chinesisch 2018 中銀香港全港羽毛球錦標賽).

## Medaillengewinner
| Disziplin    | Gold                         | Silber                      | Bronze                             |
| ------------ | ---------------------------- | --------------------------- | ---------------------------------- |
| Herreneinzel | Ng Ka Long                   | Wong Wing Ki                | Tang Hoi Kit                       |
| Herreneinzel | Ng Ka Long                   | Wong Wing Ki                | Lee Cheuk Yiu                      |
| Dameneinzel  | Yip Pui Yin                  | Deng Xuan                   | Cheung Nga n Yi                    |
| Dameneinzel  | Yip Pui Yin                  | Deng Xuan                   | Cheung Ying Mei                    |
| Herrendoppel | Lee Cheuk Yiu Chan Yin Chak  | Lee Chun Hei Or Chin Chung  | Chang Tak Ching Yeung Ming Nok     |
| Herrendoppel | Lee Cheuk Yiu Chan Yin Chak  | Lee Chun Hei Or Chin Chung  | Mak Hee Chun Lee Chun Lai          |
| Damendoppel  | Ng Wing Yung Yeung Nga Ting  | Yuen Sin Ying Ng Tsz Yau    | Leung Yuet Yee Cheung Ying Mei     |
| Damendoppel  | Ng Wing Yung Yeung Nga Ting  | Yuen Sin Ying Ng Tsz Yau    | Leung Sze Lok Yeung Pui Lam        |
| Mixed        | Chang Tak Ching Ng Wing Yung | Tang Chun Man Tse Ying Suet | Mak Hee Chun Yeung Nga Ting        |
| Mixed        | Chang Tak Ching Ng Wing Yung | Tang Chun Man Tse Ying Suet | Albertus Susanto Njoto Li Wing Mui |

## Referenzen
- https://www.hkbadmintonassn.org.hk/files/pdf/c-result/result_hka2018.pdf